# Sturnira aratathomasi
Sturnira aratathomasi — вид родини листконосові (Phyllostomidae), ссавець ряду лиликоподібні (Vespertilioniformes, seu Chiroptera).

## Середовище проживання
Країни проживання: Колумбія. Зустрічається на висотах 1,000-3,800 м над рівнем моря.

## Звички
Цей вид є рідкісним і погано відомим. Плодоїдний, але, можливо, харчується також нектаром і пилком. Народжується одне маля на рік. У Колумбії зібрані в печерах.

## Загрози та охорона
Загрози не відомі, однак, середовища проживання в даний час швидко деградують. Зустрічається в декількох природоохоронних територіях - однак, велика частина ареалу не захищена.